# Ypsilométopon
Ypsilométopon är en ort i Grekland.   Den ligger i prefekturen Nomós Lésvou och regionen Nordegeiska öarna, i den östra delen av landet, 260 km nordost om huvudstaden Aten. Ypsilométopon ligger 385 meter över havet och antalet invånare är 104. Den ligger på ön Lesbos.
Terrängen runt Ypsilométopon är kuperad. Runt Ypsilométopon är det glesbefolkat, med 19 invånare per kvadratkilometer. Närmaste större samhälle är Stýpsi, 2,2 km väster om Ypsilométopon. 